# Polarisationstheorie
Der Begriff Polarisationstheorie entstammt dem Bereich der Wirtschaftswissenschaften. Es gibt sektorale und regionale (räumliche) Polarisationstheorien. Gemeinsam ist ihnen, dass sie nicht von einem (statischen oder dynamischen) Gleichgewichtsmodell ausgehen, wie es z. B. die neoklassische Theorie tut, sondern von starken Ungleichgewichten in der wirtschaftlichen Entwicklung. Es handelt sich bei der Polarisationstheorie nicht um eine in sich geschlossene Theorie, sondern um eine im Laufe der Zeit entstandene Ansammlung von entwicklungsbezogenen Argumenten, die einige Gemeinsamkeiten aufweisen.
Die sektorale Polarisationstheorie besagt, dass es in bestimmten Phasen der wirtschaftlichen Entwicklung jeweils bestimmte führende Unternehmen bzw. Branchen (Sektoren) sind, die der gesamten Wirtschaft Wachstumsimpulse geben und große Teile der Investitionen auf sich konzentrieren. Die regionale Polarisationstheorie besagt, dass wirtschaftliches Wachstum von bestimmten Wachstumspolen ausgeht, die ihrerseits solche Standortvorteile besitzen, dass sich die Unternehmen an ihnen konzentrieren und sie der Motor des Wirtschaftswachstums im gesamten Raum (Stadt, Region, Land, Staat usw.) sind.
Als Begründer der sektoralen Polarisationstheorie gilt François Perroux, der wiederum auf Ideen von Joseph Schumpeter zurückgriff.
Den Grundstein der regionalen Polarisationstheorie legten Gunnar Myrdal und Albert O. Hirschman.